# Joaquín Fernández Garaboa
Joaquín Fernández Garaboa, más conocido en el mundo del carnaval como El Quini (Cádiz, 25 de mayo de 1924 - ibídem, 24 de febrero de 1998), fue un director y músico de coros español.

## Biografía
Nació en el número 21 de la calle Hércules en el gaditano Barrio del Mentidero, el 25 de mayo de 1924. Estudió en el Centro Obrero San Expedito, en el Grupo San Rafael y en el de la calle Sacramento. Con doce años de edad alternaba su primer trabajo en la fábrica de marfil de Paredes, con los ensayos para salir de enanito en el coro Los Cuentos de Calleja, aunque por falta de dinero no llegó a realizarlo. Después trabajó de panadero, hasta el servicio militar. En julio de 1941 estuvo en Rusia en la División Azul en la Tercera Bandera, Séptima Compañía de la Legión de Guarnición en el Campo de Gibraltar. Tras licenciarse, trabajó en el Ayuntamiento de Cádiz como subalterno hasta el día de su jubilación.
Su debut se produjo en un coro a pie juvenil llamado Los Chicos de Barrio, en 1936. De las pocas letras que se conocen de su autoría, una de ellas alusiva a la mantilla española fue premiada en 1973.
En 1969 se le concedió el máximo galardón del Carnaval de Cádiz: el Antifaz de Oro. El 12 de febrero de 1989 fue designado el primer Dios Momo del carnaval gaditano.
El 30 de marzo de 1990, organizado por Canal Sur Radio, se le tributó un homenaje en el Teatro Andalucía, cuya recaudación fue destinada íntegramente al homenajeado. Tras su fallecimiento, en el carrusel de coros de aquel carnaval de 1998 se le dedicó un emotivo acto en el que todos los coros interpretaron al unísono el tango del coro Los Marcianos.
El 11 y 12 de febrero de 1999 la Sociedad Filatélica Gaditana le dedicó un matasellos con motivo de la Exposición Filatélica. Se fundaron dos peñas con su nombre, ambas desaparecidas.

## Trayectoria carnavalesca

### Palmarés COAC
| Año       | Agrupación                     | Puesto | Participación         |
| --------- | ------------------------------ | ------ | --------------------- |
| 1936      | Los Chicos de Barrio           |        | Componente            |
| 1948      | Los Chisperos                  | 1      | Componente            |
| 1949      | Los Pintores                   | 2      | Componente            |
| 1951      | Los Sembradores                | 3      | Componente            |
| 1952      | Los Bufones Reales             | 2      | Director y componente |
| 1953      | Los Cantores del Pueblo        | 2      | Director y componente |
| 1954      | Los Pelelines                  | 1      | Director y componente |
| 1955      | Los Marcianos                  | 1      | Director y componente |
| 1956      | Los de Pura Cepa               | 1      | Director y componente |
| 1957      | Los Cascabeles                 | 3      | Director y componente |
| 1958      | Los Bastones de Caramelo       | 1      | Director y componente |
| 1960      | Lo que nunca muere             | 1      | Director y componente |
| 1962      | El Pájaro Azul y sus Matuteros | 1      | Director y componente |
| 1963      | Gaditanos en Fiesta            | 2      | Director y componente |
| 1965      | Los Rosales                    | 1      | Director y componente |
| 1966      | Los Filarmónicos               |        | Director              |
| 1967      | Los Mesoneros                  | 1      | Director y componente |
| 1969-1972 | Los Conservadores del Tango    |        | Director              |
| 1974      | Los Tartessos                  | 2      | Director y componente |
| 1975      | Solera Gaditana                | 1      | Director y componente |
| 1976      | Voces de Cái                   | 1      | Director y componente |
| 1979      | Fantasía Rusa                  | 3      | Director y componente |
| 1981      | Los Caballeros de la Noche     | 3      | Director y componente |
| 1984      | Arco Iris                      | Acc    | Director y componente |

A estos habría que añadir el coro Los Amigos del Tango que se mantuvo constante en la época en la que el coro estuvo en declive, así como el coro llamado Raíces de los años ochenta, que se dedicó a cantar antologías de tangos antiguos.

### Otros premios
- Antifaz de Oro: 1969